# Дессауэр, Фридрих
Фридрих Дессауэр (нем. Friedrich Dessauer; 19 июля 1881, Ашаффенбург, Германская империя — 16 февраля 1963, Франкфурт-на-Майне, ФРГ) — немецкий биофизик, радиолог, философ-неотомист, профессор (с 1921), доктор наук.
Пионер квантовой биологии. Основоположник религиозного направления в философии техники.

## Биография
Сын промышленника, владельца целлюлозного завода. С 1899 изучал электротехнику и физику в университете Мюнхена и в Техническом университете Дармштадта. Из-за смерти отца, вынужден был прервать учёбу, в 1914 году продолжил обучение во Франкфуртском университете им. И. В. Гёте, который окончил в 1917 году.
В 1921—1937 — профессор Франкфуртского университета им. И. В. Гёте, основатель и руководитель первого в Германии Института биофизики (1922). Один из ведущих представителей «Союза немецких инженеров».
Политик, активный член католической партии Центра Германии (Deutsche Zentrumspartei), депутат рейхстага (1924—1933), публицист. Основатель и совладелец левой католической франкфуртской газеты «Rhein-Mainischen Volkszeitung». В начале 1930-х годов был одним из экономических советников рейхсканцлера Веймарской Республики Генриха Брюнинга.
После прихода к власти в Германии фашистов, в 1933 арестован по обвинению в контактах с «врагами государства», четыре месяца провёл в заключении. Имущество Ф. Дессауэра было конфисковано, ему было запрещено преподавание в университетах Германии.
С 1934 — в эмиграции в Турции, где создал новый Радиологический институт. Профессор радиологии и биофизики. В 1937 — по состоянию здоровья принял приглашение и занял место профессора и руководителя Фрибургского физического института (Швейцария); с 1948 — профессор биофизики и философии Университета во Франкфурте-на-Майне.
Почётный гражданин Франкфурта-на-Майне.

## Философские учения
Дессауэр возводит своё учение («критический реализм») к натурфилософии Ф. Брентано и X. Дриша.
В своих натурфилософских и теологических работах полагал, будто вера есть необходимая предпосылка для успешной работы в области естественных наук.
Основатель и один из ведущих представителей философии техники Дессауэр уделяет основное внимание гносеологическим проблемам техники, технического изобретательства, при этом происхождение и сущность техники истолковывает в духе неотомизма. Он выступает против привычного «инструментального» понимания техники, подчеркивая связь философской интерпретации техники с понимаем мира, бытия, экзистенции.
Дессауэр — противник войн. Философия техники, согласно ему, — философия этическая, она создает новые возможности, является осуществлением идеи. Учение Дессауэра о технике пользовалось влиянием как в католических кругах, так и в среде инженеров, технической интеллигенции.
В книге «Спор о технике» («Streit um die Technik», 1956) и «Религия в свете современного естествознания» («Religion im Lichte der heutigen Naturwissenschaft», 1950) с теологических позиций критикует экзистенциализм за пессимизм в понимании роли техники для развития общества и утверждает, что человек техническими изобретениями служит Богу, помогая ему дальше строить его «произведение» — мир. Дессауэр пытается связать и примирить науку и религию.

## Избранные работы
- Die Versuchung des Priesters Anton Berg. München, 1921.
- Zur Therapie des Karzinoms mit Röntgenstrahlen: Vorlesungen über die physikalischen Grundlagen der Tiefentherapie. 1922
- Leben, Natur, Religion: das Problem der transzendenten Wirklichkeit. Bonn, 1924
- Philosophie der Technik. Das Problem der Realisierung. Bonn, 1927
- Befreiung der Technik. 1931
- Wissen und Bekenntnis: Erörterung weltanschaulicher Probleme mit besonderer Berücksichtigung des Buches «Weltbild eines Naturforschers» von Arnold Heim. Olten, 1944
- Seele im Bannkreis der Technik Freiburg , 1945
- Weltfahrt der Erkenntnis: Leben und Werk Isaac Newtons. Zürich, 1945
- Wilhelm Conrad Röntgen: die Offenbarung einer Nacht. Olten, 1945
- Atomenergie und Atombombe: fassliche wissenschaftliche Darstellung und Würdigung. Olten, 1945
- Mensch und Kosmos: ein Versuch. Frankfurt am Main, 1949
- Naturwissenschaftliches Erkennen; Beiträge zur Naturphilosophie. Frankfurt am Main, 1951
- Quantenbiologie: Einführung in einen neuen Wissenszweig. Berlin; Göttingen; Heidelberg, 1954
- Streit um die Technik. Frankfurt am Main, 1956
- Die Teufelsschule. Aus dem Vermächtnis eines Arztes. Frankfurt am Main, 1957
- Prometheus und die Weltübel. Frankfurt am Main, 1959
- Kontrapunkte eines Forscherlebens. Frankfurt am Main, 1962

## Переводы на русский язык
- Фридрих Дессауэр. Спор о технике / пер. с нем. А.Ю. Нестерова. Самара: Издательство Самарской гуманитарной академии, 2017. – 266 с. ISBN 978-5-98996-202-0
- Дессауэр, Ф. К философии техники. Что есть техника? – Термин и сущность / Ф. Дессауэр; пер. с нем. А.Ю. Нестерова // Онтология проектирования. – 2016. – Т. 6, №3 (21). С.390-406.